# USS Caldwell (DD-69)
USS Caldwell (DD-69) – amerykański niszczyciel, okręt główny typu Caldwell będący w służbie United States Navy w czasie I wojny światowej. Nazwa okrętu pochodziła od Lieutenant Jamesa R. Caldwella (?–1804).
Okręt zwodowano 10 lipca 1917 w stoczni Mare Island Naval Shipyard, matką chrzestną była C. Caldwell. Jednostka weszła do służby 1 grudnia 1917, pierwszym dowódcą został Lieutenant Commander B. McCandless.
Niszczyciel został przydzielony do Floty Atlantyku. Do Norfolk dotarł 8 stycznia 1918, a do Queenstown w Irlandii 5 marca. Bazując w tym ostatnim porcie pełnił służbę patrolową i eskortową. Została ona przerwana gdy "Caldwell" został przydzielony do eksperymentalnych prac nad urządzeniem przeznaczonym do wykrywania okrętów podwodnych. Po zakończeniu I wojny światowej niszczyciel przewoził żołnierzy do Brestu. Gdy przebywał w tym porcie eskortował transportowiec "George Washington" na którego pokładzie przybył na konferencję w Wersalu prezydent Stanów Zjednoczonych Woodrow Wilson.
"Caldwell" wrócił do normalnej służby w Dywizjonie Norfolk Sił Niszczycieli Floty Atlantyku (ang. Norfolk Division, Destroyer Force, Atlantic Fleet). Wraz z 3 Eskadrą Niszczycieli (ang. Destroyer Squadron 3) pełnił służbę wzdłuż wschodniego wybrzeża USA w czasie 1919. Został umieszczony w rezerwie w sierpniu 1920 i operował ze zredukowaną obsadą z Charleston i Newport.
Został wycofany ze służby w Philadelphia Naval Shipyard 27 czerwca 1922. Został sprzedany 30 czerwca 1936.